# Helios Airways
Helios Airways byla kyperská nízkonákladová letecká společnost, která provozovala jak charterové tak pravidelné lety z Kypru do rozličných evropských destinací. Vedení společnosti, která existovala mezi lety 1998 až 2006, se nacházelo v areálu mezinárodního letiště Larnaka. Provoz společnosti byl ukončen ke dni 6. listopadu 2006, kdy byly kyperskou vládou společnosti zabavena všechna letadla a zmraženy bankovní účty. Stalo se tak kvůli plánovanému ukončení provozu společnosti, přičemž kyperská vláda žádala okamžité vrácení daňových úlev.

## Flotila

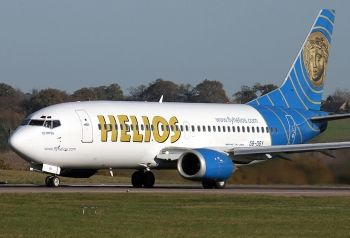
Stroj 5B-DBY na Londýnském Letišti Luton, Anglie (2004)

K datu ukončení činnosti disponovaly Helios Airways následujícími letadly:
- 2 × Boeing 737-800

### Dříve provozovaná letadla
V předchozích letech aerolinky disponovaly následujícími letadly:
- 1 × Airbus A319-112 (2005) pronajatý od Lotus Air
- 1 × Boeing 737-300 (2004-2005), další info o tomto stroji viz Let Helios Airways 522
- 1 × Boeing 737-400 (2000-2001)